# Rory McLeod

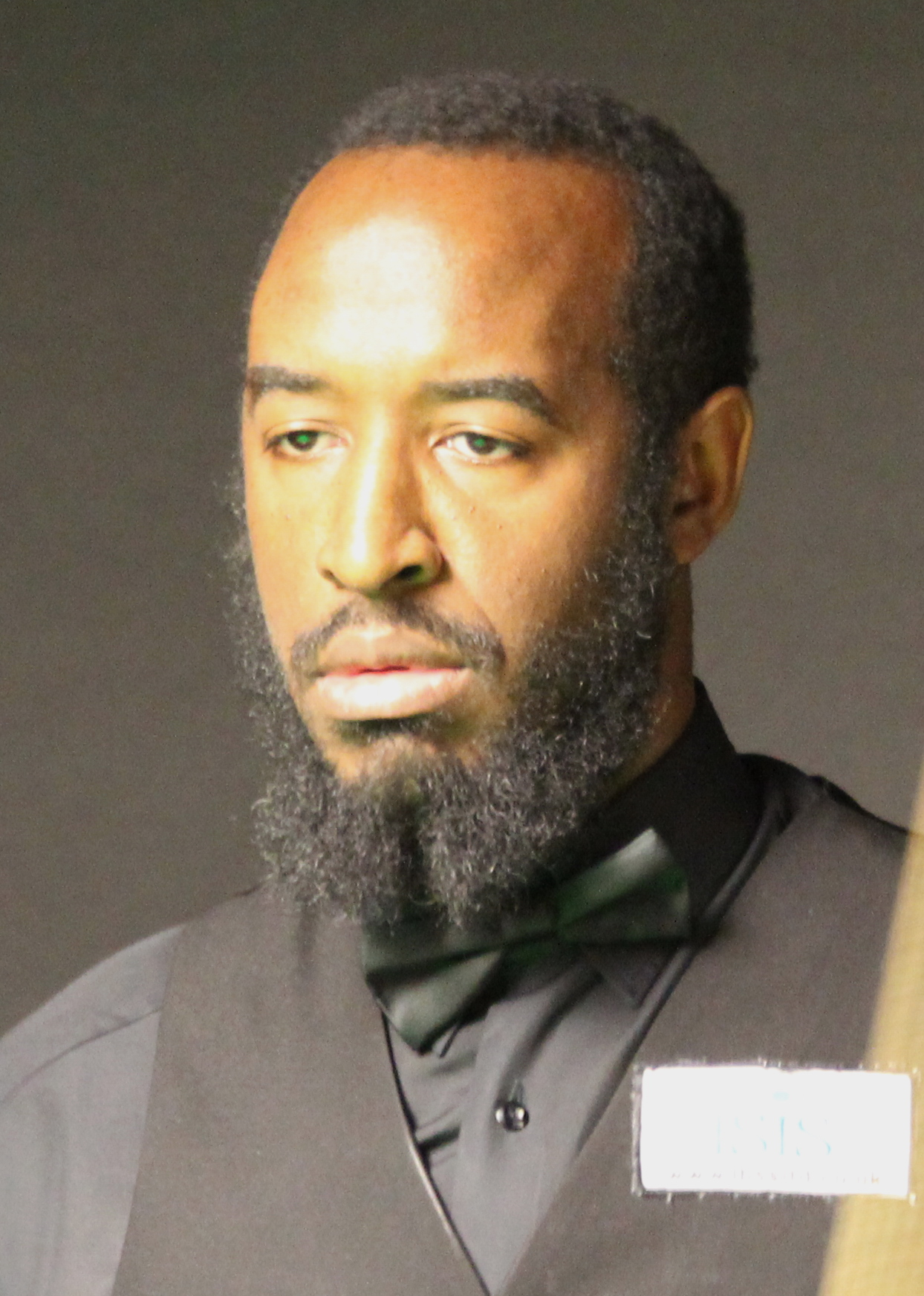
Rory McLeod op de PHC 2012

Rory McLeod (Wellingborough, 26 maart 1971) is een Engels professioneel snookerspeler, met een Jamaicaanse identiteit. Hij was in 2009 de eerste zwarte speler die de eindronde van het Wereldkampioenschap bereikte.
In 2011 bereikte hij voor het eerst de tweede ronde van dit Wereldkampioenschap. Daarin verloor hij van John Higgins.
De bijnaam van McLeod is The Pitbull, omdat hij altijd tot het eind toe blijft vechten. Dit doorzettingsvermogen heeft ertoe geleid dat hij na 24 jaar zijn eerste toernooizege behaalde op de Players Tour Championship. In de finale van het Ruhr Open in Mülheim versloeg hij Tian Pengfei met 4-2.
In het seizoen van 2022/23 was hij actief op Q-School. Nadat hij enkele jaren ervoor zijn tourkaart niet kon behouden. 

## Gewonnen
2015
ːRuhr Open